# Gostavățu (gmina)
Gostavățu – gmina w Rumunii, w okręgu Aluta. Obejmuje miejscowości Gostavățu i Slăveni. W 2011 roku liczyła 2919 mieszkańców.